# 富源北路站
富源北路站是贵阳轨道交通2号线的地铁车站，位于中华人民共和国贵州省贵阳市南明区富源北路与龙洞堡大道交叉口北侧，于2021年4月28日开通。

## 车站结构
富源北路站垂直于富源北路西侧呈东西向设置，为地下三层岛式站台车站，车站长150米，标准段宽21.9米，车站地下一层为站厅层，地下二层为站台层。车站东侧设有一条存车线，西侧预留贵阳轨道交通4号线联络线接口。
| 地面              | 出入口 | A、B、C出入口                                                                                               |
| 地下一层          | 站厅   | 客服中心、自动售票机、验票机                                                                                |
| 地下二层          | 设备   | 车站设备 |
| 地下三层          | 站台   | \| \| \| █ 2号线往白云北路（贵钢） \| \| 島式 · 開左邊车门 \| \| \| \| \| \| █ 2号线往中兴路（森林公园） \| |
|                   |        | █ 2号线往白云北路（贵钢）                                                                                   |
| 島式 · 開左邊车门 |        | |
|                   |        | █ 2号线往中兴路（森林公园）                                                                                 |

## 车站出口
富源北路站共有3个出入口，各出口及周围设施如下所示：
| 编号                | 出入口信息                                                      | 照片 | 无障碍设施 |
| ------------------- | --------------------------------------------------------------- | ---- | ---------- |
| A · 出口 · （设有） | 富源北路，富源中路，富兴巷，贵阳南明甲秀高级中学，BRT富源北路站 |      |            |
| B · 出口            | 富源北路，圣丰小区                                              |      | 不適用     |
| C · 出口 · （设有） | 富兴巷                                                          |      |            |
| 图例： 设有         |                                                                 |      |            |

## 接驳交通

### BRT
- 富源路站：B2路，B4路，B9路

### 公交车
- 富源路站：26路，26路大站快车，250路，250路区间快线，B1路，B3路，黔爽微巴V1路二戈寨专线

## 车站历史
本站工程名与正式名均为富源北路站，站名来自车站东侧的富源北路。
- 2019年7月24日，车站主体结构封顶[2]。
- 2021年4月28日，车站随2号线工程通车开通[1]。
- 2023年4月17日，因通道渗水，富源北路站A口暂时关闭3天[3]。